# Camponotus arboreus
Camponotus arboreus é uma espécie de inseto do gênero Camponotus, pertencente à família Formicidae.